# Zbudi se
"Zbudi se" (português: "Acorda") foi a canção que representou a Eslovénia no Festival Eurovisão da Canção 1997 que teve lugar em Dublin, em 3 de maio desse ano.
A canção foi interpretada em esloveno por Tanja Ribič. Foi a sexta canção a ser interpretada na noite do evento (depois da canção irlandesa "Mysterious Woman", cantada por Marc Roberts e antes da canção helvética "Dentro di me"), interpretada por Barbara Berta). Terminou a competição em décimo lugar (entre 25 participantes), tendo recebido um total de 60 pontos. No ano seguinte, a Eslovénia foi representada por Vili Resnik que interpretou o tema "Naj bogovi slišijo".

## Autores
- Letrista: Zoran Predin
- Compositor: Saša Lošić
- Orquestrador: Mojmir Sepe

## Letra
A canção é uma balada de amor. Tanja canta que uma rapariga numa cidade do campo chora por ainda não ter ainda encontrado o "príncipe encantado" e apela que ele acorde e que vá ter com ela que se encontra só.

## Versões
Tanja também gravou uma versão em inglês desta canção intitulada "Waken now"